# Oileides vulpinus
Oileides vulpinus is een vlinder uit de familie van de dikkopjes (Hesperiidae). De wetenschappelijke naam van de soort is voor het eerst geldig gepubliceerd in 1820 door Jacob Hübner.